# Elisabeth Brachmann-Teubner

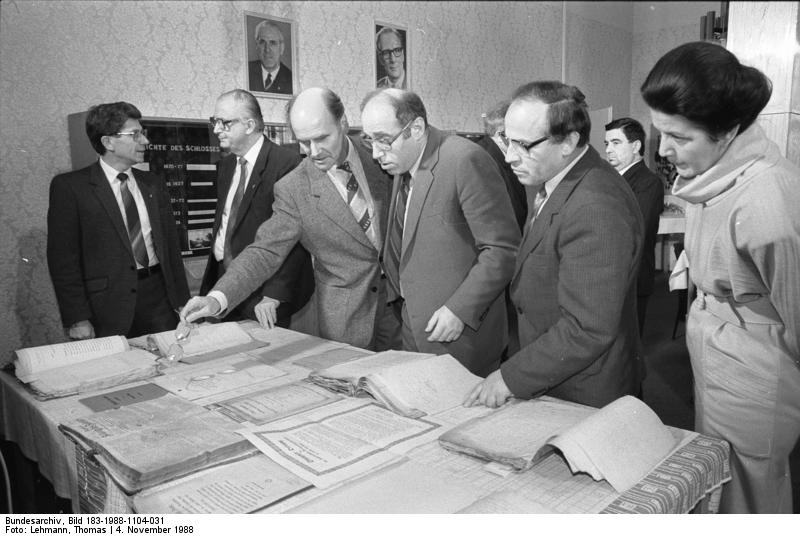
Elisabeth Brachmann-Teubner (ganz links) 1988 während einer Begutachtung von Archivgut jüdischer Gemeinden und Organisationen in der Außenstelle Coswig des Zentralen Staatsarchivs. Ebenfalls im Bild: Der Präsident des Verbandes der Jüdischen Gemeinden in der DDR, Siegmund Rotstein (2.v.r.), der Direktor der Stiftung "Neue Synagoge Berlin - Centrum Judaicum", Dr. Hermann Simon (3.v.r.), Archivrat Dr. Hermann Schreyer (4.v.r.) sowie der Staatssekretär für Kirchenfragen, Kurt Löffler (2.v.l).

Elisabeth Brachmann-Teubner (* 14. April 1935 in Tuhanzel; † 9. Oktober 2024 in Potsdam) war eine deutsche Archivarin.

## Leben
Elisabeth Brachmann-Teubner legte ihr Abitur 1954 in Köthen ab und studierte anschließend bis 1958 Geschichte und Historische Hilfswissenschaften an der Martin-Luther-Universität Halle-Wittenberg und der Humboldt-Universität zu Berlin. 1958/1959 absolvierte sie den Vorbereitungsdienst am Deutschen Zentralarchiv Potsdam und von 1959 bis 1960 am Institut für Archivwissenschaft Potsdam. Von 1960 bis 1990 arbeitete sie im Deutschen Zentralarchiv/Zentrales Staatsarchiv Potsdam (1985–1990 Direktorin des Zentralen Staatsarchivs Potsdam). 1967 heiratete sie Botho Brachmann. Von 1990 bis 1998 arbeitete sie im Bundesarchiv Potsdam/Berlin. 1999 war sie Fellow am Moses-Mendelssohn-Zentrum Potsdam.
Ihre Arbeitsschwerpunkte sind u. a. Verwaltungsarchive und Überlieferungsbildung nach 1945, Quellen zur Geschichte der Juden, dabei speziell verantwortlich für die Neubearbeitung des Gedenkbuches „Opfer der Verfolgung der Juden unter der nationalsozialistischen Gewaltherrschaft in Deutschland 1933–1945.“

## Schriften (Auswahl)
- Hg.: Lexikon Archivwesen der DDR. Berlin 1979